# Scotland (Texas)
Pour les articles homonymes, voir Scotland.
Scotland est une ville située au nord du comté d'Archer, au Texas, aux États-Unis,.

## Démographie
Lors du recensement de 2010, la ville comptait une population de 501 habitants. Elle est estimée, le 1er juillet 2019, à 481 habitants.